# Soulangis
 Soulangis  es una comuna y población de Francia, en la región de Centro, departamento de Cher, en el distrito de Bourges y cantón de Les Aix-d'Angillon.
Su población en el censo de 1999 era de 444 habitantes.
Está integrada en la Communauté de communes des Terroirs d'Angillon.

## Demografía
| 334 | 296 | 298 | 391 | 422 | 444 |
| Para los censos de 1962 a 1999 la población legal corresponde a la población sin duplicidades (Fuente: INSEE [Consultar]) |     |     |     |     |     |